# Strahlungshärten
Härten oder Strahlungshärten bezeichnet in der Elektronik eine Reihe von Maßnahmen oder Prozessen, mit denen elektronische Komponenten und Schaltungen gegen Beschädigungen oder Fehlfunktionen durch hohe ionisierende Strahlung (Partikelstrahlung und energiereiche elektromagnetische Strahlung) resistent gemacht werden.
Einsatzgebiete solcher Elektronik ist der Weltraum, der Flug in großen Höhen, Geräte in der Nähe von Kernreaktoren und Teilchenbeschleunigern und Aufgaben bei und nach nuklearen Unfällen oder Atomkriegen.
Alle elektronischen Halbleiterbauteile sind mehr oder weniger anfällig für Strahlenschäden und Funktionsstörungen. So können sich Speicherinhalte verändern, wenn Ladungen durch Teilchenbeschuss zu oder abgeführt werden. Es können sich in Kristallstrukturen temporär oder latent leitfähige Kanäle bilden, die direkt oder indirekt durch nachfolgenden Stromdurchgang zum Versagen führen.
Um die Anfälligkeit für strahleninduzierte Fehlfunktionen und Strahlenschäden zu verringern, werden aktive Maßnahmen ergriffen, z. B. physische Redundanz und redundante Datenverarbeitung, oder passive (geringere Taktraten, Abschirmung, strahlenresistentere Halbleitermaterialien wie z. B Galliumarsenid).
Aufgrund der umfangreichen Entwicklung und den Tests, die erforderlich sind, um ein strahlungstolerantes Design eines mikroelektronischen Chips herzustellen, sind diese bei gleichem Funktionsumfang und gleicher Leistungsfähigkeit wesentlich teurer. Funktionalitäten und Integrationsgrad strahlungsharter Chips bleiben tendenziell hinter den jüngsten Entwicklungen zurück.
Strahlengehärtete Produkte werden einem oder mehreren Tests unterzogen, zum Beispiel der Gesamtionisierungsdosis (engl. total ionizing dose, TID), verstärkten Effekten mit niedriger Dosisleistung (engl. enhanced low dose rate sensitivity, ELDRS), Neutronen- und Protonenverschiebungsschäden und Einzelereigniseffekten.